# ギュンタームカシトカゲ
ギュンタームカシトカゲ（学名：Sphenodon guntheri）は、ムカシトカゲ目ムカシトカゲ科に分類される爬虫類。2種のみが現生するムカシトカゲの1種。

## 分布
ニュージーランド（ノースブラザー島）固有種

## 形態
頭胴長25-30cm。頭部は幅広く、吻端は丸みを帯びる。尾は太くて分厚い。体色は暗褐色や緑褐色で、体側面に黄色い斑紋が入る個体もいる。
眼は大型。四肢は頑丈で、指趾には鉤状の爪が生える。

## 分類
記載後ムカシトカゲのシノニムとされていたが、形態や分子系統学の研究から独立種とする説が有力である。

## 生態
灌木林やその周辺にある草原に生息する。
食性は動物食で、主に昆虫を食べる。
繁殖形態は卵生。1回に10-15個の卵を産んだ例がある。

## 人間との関係
分布域が限定的である事から、密猟や人為的に移入された動物による捕食などによる生息数の減少が懸念されている。